# Комар Пантелей Ілліч
Пантелей Ілліч Комар (нар. 28 квітня 1921, село Глушківці, тепер Ярмолинецького району Хмельницької області — 11 вересня 1975, місто Кіцмань Чернівецької області) — український радянський партійний діяч, 1-й секретар Кіцманського райкому КПУ Чернівецької області, Герой Соціалістичної Праці (15.12.1972). Кандидат у члени ЦК КПУ у 1966—1975 роках.

## Біографія
Народився у селянській родині. Трудову діяльність розпочав у 1939 році вчителем.
З 1940 року — в Червоній армії, учасник німецько-радянської війни. Був важко поранений.
Член ВКП(б) з 1945 року.
Після демобілізації, з 1946 року працював інструктором, завідувачем відділу Солобковецького районного комітету КП(б)У Кам'янець-Подільської області.
У 1949 році закінчив Одеську партійну школу.
З 1950 року працював на радянській та партійній роботі в Чернівецькій області. До 1959 року був головою виконавчого комітету Заставнівської районної ради депутатів трудящих Чернівецької області.
У 1959 — вересні 1975 року — 1-й секретар Кіцманського районного комітету КПУ Чернівецької області.
Похований на Руському цвинтарі міста Чернівців.

## Нагороди
- Герой Соціалістичної Праці (15.12.1972)
- два ордени Леніна (31.12.1965, 15.12.1972)
- орден Жовтневої Революції (8.04.1971)
- орден Трудового Червоного Прапора (26.02.1958)
- орден Вітчизняної війни ІІ ст. (6.05.1965)
- медалі